# Le Mandala de Sherlock Holmes
Le Mandala de Sherlock Holmes (The Mandala of Sherlock Holmes) est un roman tibéto-américain de Jamyang Norbu paru en avril 1999 chez les éditions HarperCollins. Sa traduction française, signée par Marielle Morin, est parue en 2001 chez Philippe Picquier. Il s'agit d'un pastiche holmésien, c'est-à-dire une aventure de Sherlock Holmes imaginée par un autre auteur que son créateur sir Arthur Conan Doyle.

## Résumé
Jamyang Norbu « récupère » non seulement deux années manquantes dans la vie de Sherlock Holmes, mais réécrit des aspects du Kim de Rudyard Kipling, de l'histoire du Tibet et de sa propre vie. Le roman se déroule à la fin du XIXe siècle : Holmes se rend au Tibet, où le gouvernement britannique soupçonne les Chinois de s'ingérer dans ce que les Britanniques considèrent comme leur territoire. Holmes découvre que la raison de son périple est de protéger la vie du 13e dalaï-lama que les Chinois projette d'assassiner. 

## Analyse
Dans ce roman, il y a trois préoccupations narratives principales contribuant à la complexité de l'action. La première est le roman policier centré sur la recherche et la capture des responsables de meurtres et de menaces sur la vie du dalaï-lama. La seconde concerne les événements et la géopolitique du « grand jeu » du début du XXe siècle, quand les intérêts chinois et occidentaux s'affrontent au Tibet. Enfin, la troisième ligne narrative est une protestation contre la colonisation actuelle du Tibet par le gouvernement chinois. Cette troisième ligne qui ouvre et ferme le roman, est exprimée par Jamyang Norbu.  L'agencement de ces lignes narratives autour de textes superposés d'histoire et de fiction font l'intérêt de ce roman policier pour ceux qui étudient la réécriture postmoderne.
Jamyang Norbu écrit n'être que l’éditeur du livre, alors que le récit est présenté comme étant de Hurree Chunder Mookerjee, personnage du « Babu » du Kim de Kipling. D'autres personnages empruntés à Kipling apparaissent comme le capitaine Strickland, le colonel Creighton et d'autres, qui, avec Mukherjee, étaient basés sur des personnages historiques. De Doyle sont issus Holmes, son frère Mycroft, son ennemi le professeur Moriarty, et d'autres. Comme les romans sur Holmes, ainsi que ceux sur Dupin d'Edgar Allan Poe, le roman de Jamyang Norbu rappelle que « de toutes les formes de 'littérature légère', le roman policier est le plus inéluctablement concerné par les questions morales. » Sherlock Holmes a été conçu pour aborder des questions complexes, ce que Norbu signale dans la préface : « Le Tibet est peut-être écrasé sous le poids mort de la tyrannie chinoise, mais la vérité sur le Tibet ne peut pas être si facilement enterrée ; et même un fragment d'histoire aussi étrange que celui-ci peut contribuer à clouer au moins quelques mensonges des tyrans. ».
On peut se demander si Jamyang Norbu est crédible et s'il pense vraiment qu'un roman policier-fantastique mêlant réalité et fiction puisse menacer la « tyrannie chinoise » par la « vérité sur le Tibet » ? Pour Steven J. Venturino, la singularité de l'écriture postmoderne amène à répondre par l'affirmative. Le roman de Jamyang Norbu pointe le fait que la persistance de la force coloniale dans les récits historiques est basée sur des textes fictifs et factuels. Cela est illustré dans l'insistance dans le roman sur le fait que les textes factuels et fictifs servent d'éléments sur lesquels fonder l'analyse et la réponse. Le récit romanesque ressemble à la situation tibétaine actuelle - tous deux étant basés sur la superposition de textes, d'événements et d'événements textuels, et tous deux se révèlent dans la persistance de chiffres réels, de stéréotypes et de paysages imaginaires. 

## Prix
- Vodafone Crossword Book Award, 2000

## Accueil critique
Pour Jacques Baudou « fascinant roman devrait combler aussi bien les sherlockiens les plus fervents que les simples amateurs de mystère ».
Selon Hortsang Jigme, Jamyang Norbu est le plus acclamé des auteurs tibétains écrivant en anglais, auteur d'essais politiques, dont le plus célèbre ouvrage est le roman Le Mandala de Sherlock Holmes que Norbu décrit comme un hommage à trois écrivains de l'époque victorienne : Arthur Conan Doyle, Rudyard Kipling, et Ryder Hagard.
La réception initiale du roman de Norbu est une reconnaissance par les aficionados des « textes sources ». Dans les premières critiques, les lecteurs s'enthousiasment par la fusion des textes - des bribes de dialogue, de description et même des notes de bas de page de Doyle et Kipling qui sont directement transplantés dans le roman. 
Pour Steven J. Venturino, la publication du Mandala de Sherlock Holmes de Jamyang Norbu est un signe d'une nouvelle ère dans les études littéraires tibétaines.